# فليفل (مأرب)

تعديل مصدري - تعديل

فليفل هي إحدى قرى عزلة ال راشد منيف بمديرية مأرب التابعة لمحافظة مأرب، بلغ تعداد سكانها 575 نسمة حسب تعداد اليمن لعام 2004.